# مسجد تريانو
مسجد تريانو (باليونانية: Τζαμί Τριανόν)‏، المعروف أيضًا باسم المسجد القديم (باليونانية: Παλαιό Τζαμί)‏: هو مسجد عثماني تاريخي في مدينة نافبليو، بيلوبونيز، في اليونان.يُعد أقدم مثال متبقي للعمارة العثمانية في نافبليو. في عهد الحكم العثماني كان يقع في حي الصدر الأعظم أو حي السلطان أحمد، في وسط سوق المدينة. يعمل اليوم كسينما ومكان ثقافي.

## التاريخ
تم بناؤه نحو نهاية القرن السادس عشر، أو ربما قبل فترة وجيزة من عامي 1666-1667، خلال الفترة الأولى من الحكم العثماني في المنطقة. عندما استولى البنادقة على البيلوبونيزفي 1687، تم تحويله إلى كنيسة مخصصة لأنطونيو اللشبوني، لكنه أعيد إلى مسجد عقب حصار نافبليو (1715).
خلال السنوات الأولى من حرب الاستقلال اليونانية، حوالي عام 1823، تم استخدامه لإيواء جمعية نافبليو الخيرية، التي اهتمت بالفقراء والمرضى والأطفال الأيتام أثناء الحرب، بالإضافة إلى تعليم هؤلاء الأطفال. عند استقلال اليونان في 1830، تم تحويله إلى مدرسة تعليمية تعاونية للأسر الفقيرة؛ قام أول حاكم لليونان، إيوانيس كابودستردياس، بفرض المؤسسة على نفقته الخاصة.
ألغى أوتو ملك اليونان نوع التعليم التعاوني من المدارس، وأنشأ بدلاً من ذلك مدارس ترعاها الدولة في مكانها. لمدة ثلاثة وخمسين عامًا، من 1831 إلى 1884، عمل مسجد تريانو كمدرسة قبل إغلاقه بسبب المخاوف الصحية. لبعض السنوات عمل كمحكمة صلح نافبليو بالإضافة إلى كنيسة المدينة الحضرية. في 1893 تم تجديده وتحويله إلى معهد موسيقي ومسرح، ثم في 1937 تم تحويله إلى سينما بلدية تريانو، وهو الاسم الذي يُعرف به المسجد السابق لسكان نافبليو اليوم. منذ 1993 أصبح مقرًا لمسرح بلدية نافبليو، بينما يستخدم أيضًا للأحداث الثقافية والمعارض. إنه أحد أصغر دور السينما في نافبليو والذي يعرض أحيانًا أفلامًا للكبار، مثل العديد من المساجد المخفية الأخرى في اليونان.

## انظر ايضا
- الإسلام في اليونان
- قائمة المساجد السابقة في اليونان
- قائمة مساجد اليونان
- اليونان العثمانية